# Lechner Museum

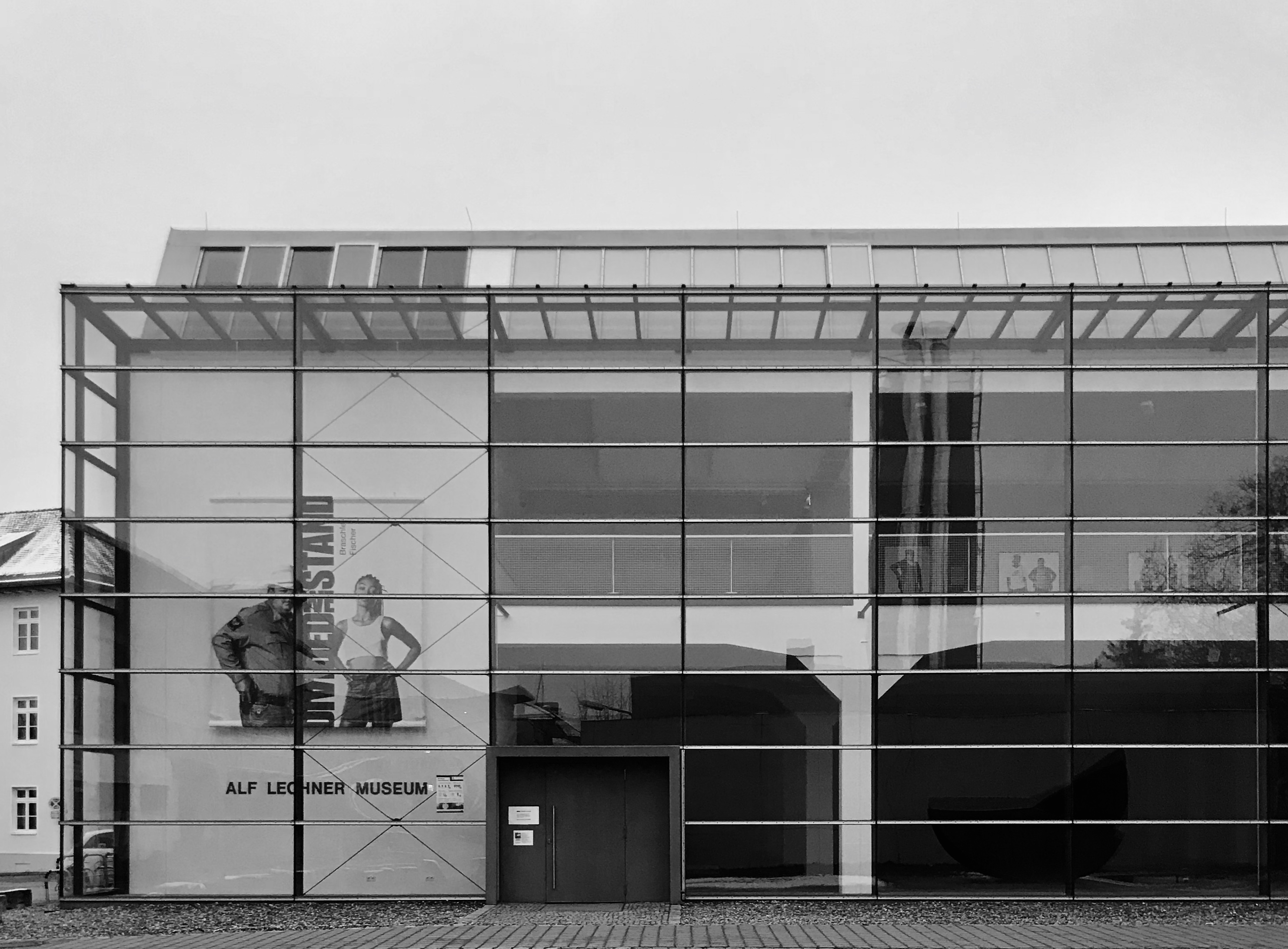
Hauptfassade

Das Lechner Museum in Ingolstadt widmet sich dem Werk des Stahlbildhauers Alf Lechner. Es wurde am 20. Februar 2000 eröffnet.

## Geschichte

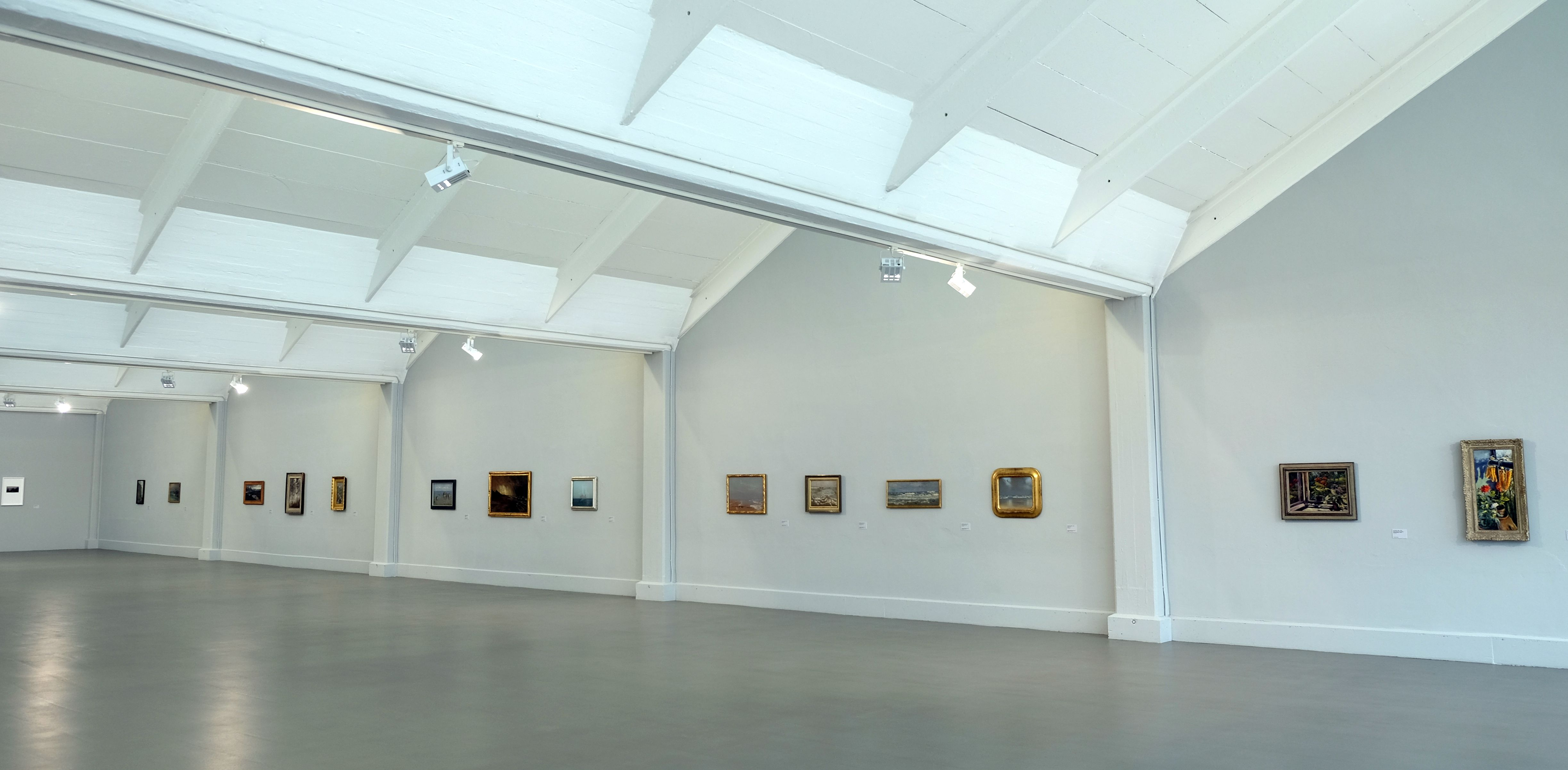
Ausstellungsraum

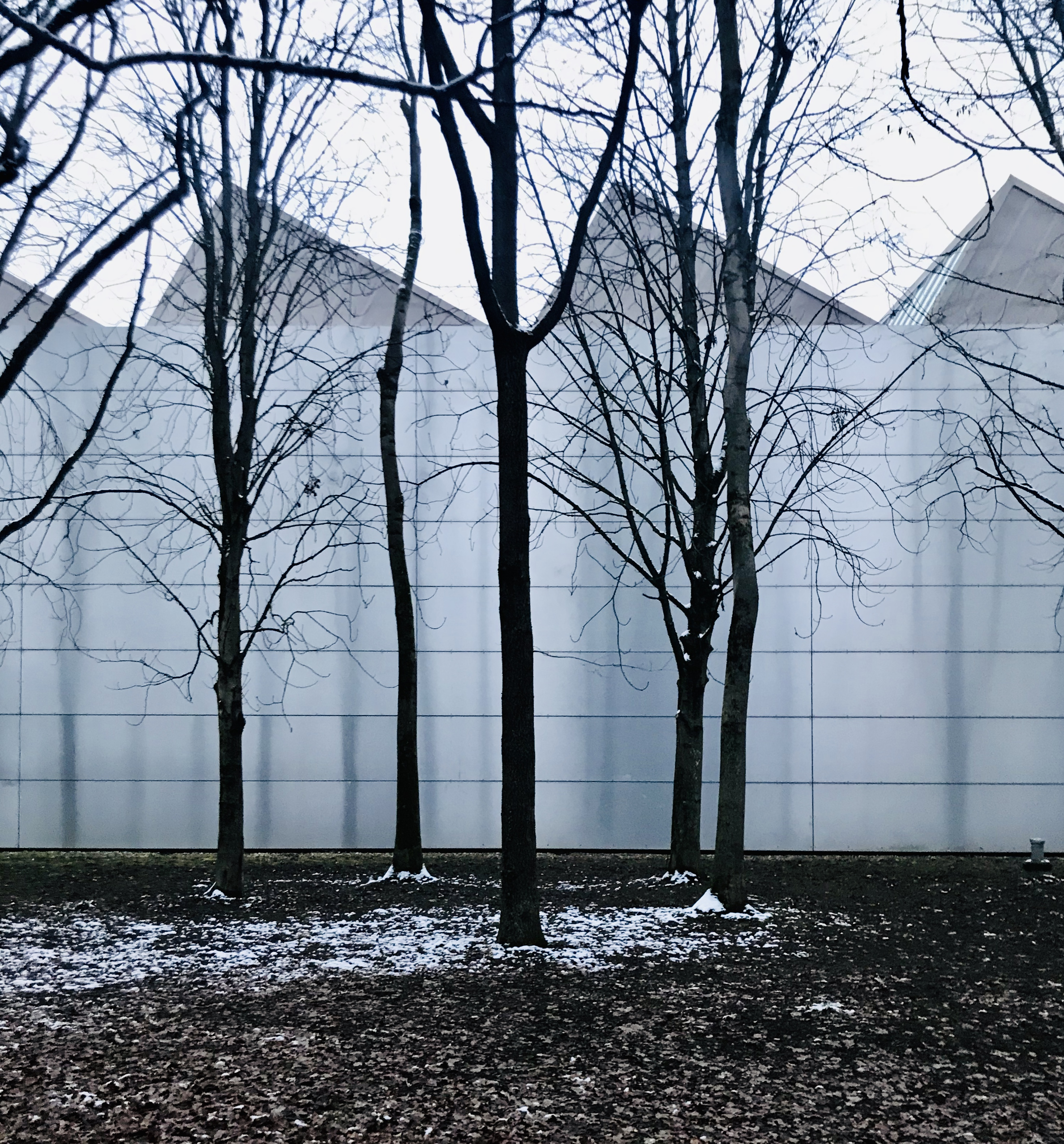
Blechfassade

Die Gesamtfläche des Museums beträgt rund 2.200 m². Das Untergeschoss des Museums beherbergte lange Zeit die aus 51 Stahlblöcken bestehende  Rauminstallation „Eisenmeer WV 588“, im Obergeschoss zeigen wechselnde Ausstellungen die große Bandbreite Lechners Arbeit. Daneben werden immer wieder Sonderausstellungen mit Werken anderer Künstler gezeigt.
Das Museum wurde durch die Architekten Erhard und Florian Fischer zusammen mit Bauingenieur Walter Muck durch Umbau einer ehemaligen Fabrikhalle erschaffen. Die Sheddachhalle aus den 1950er-Jahren, in innerstädtischer Lage direkt neben der Altstadt, diente ursprünglich der Automobil-Produktion von Audi. Im Innern wurde das Gebäude bis zur Tragkonstruktion zurückgebaut. Der kubische Baukörper wurde mit walzblanken Aluminiumverbundplatten verkleidet. Die Halle wird durch einen Glasvorbau im Norden ergänzt, der als Foyer dient. Hier befindet sich auch der Haupteingang.
Die Architekten Fischer erhielten 2001 für den Umbau der „Halle IV“ zum Museum den Deutschen Fassadenpreis für vorgehängte hinterlüftete Fassaden (VHF). Betreiber des Museums sind die Alf Lechner Stiftung und die Stadt Ingolstadt. Die Baukosten betrugen rund 920.000 Euro.

## Auszeichnungen und Preise
- 2001: Deutscher Fassadenpreis für vorgehängte hinterlüftete Fassaden